# Нормальный оператор
Нормальный оператор — линейный ограниченный оператор в гильбертовом пространстве, перестановочный со своим сопряжённым: {\displaystyle N^{*}N=NN^{*}}. Частными случаями нормальных операторов являются самосопряжённые операторы: {\displaystyle A=A^{*}} и унитарные операторы: {\displaystyle U^{-1}=U^{*}}. Для нормальных операторов выполняется спектральная теорема.

## Разложения
- Аддитивное разложение. {\displaystyle N=X+iY}, где {\displaystyle X,Y} — перестановочные самосопряжённые операторы,

{\displaystyle X={\frac {1}{2}}(N+N^{*}),\quad Y={\frac {1}{2i}}(N-N^{*}).}
- Мультипликативное (полярное) разложение. {\displaystyle N=RU=UR}, где {\displaystyle R={\sqrt {N^{*}N}}} — положительный самосопряжённый оператор, {\displaystyle U} — унитарный оператор. Операторы {\displaystyle R} и {\displaystyle U} перестановочны как между собой, так и с любым линейным оператором, перестановочным одновременно с {\displaystyle N} и {\displaystyle N^{*}}.

Аддитивное разложение аналогично выражению комплексного числа {\displaystyle z} через его действительную и мнимую части: {\displaystyle z=x+iy}, а мультипликативное разложение — представлению в показательной форме: {\displaystyle z=re^{i\varphi }.}

## Свойства
- Если оператор {\displaystyle N} нормален, то операторы {\displaystyle N^{*}}, {\displaystyle \alpha N+\beta I,\,\alpha ,\beta \in \mathbb {C} }, а также обратный оператор {\displaystyle N^{-1}} (если он существует), тоже нормальны.[2]
- Линейный непрерывный оператор {\displaystyle N} в гильбертовом пространстве {\displaystyle H} нормален тогда и только тогда, когда {\displaystyle \|Nx\|=\|N^{*}x\|} для каждого {\displaystyle x\in H}.
- {\displaystyle {\mbox{Ker}}\,N={\mbox{Ker}}\,N^{*}={\mbox{Im}}\,N^{\perp }}. Здесь {\displaystyle {\mbox{Ker}}\,N} — ядро, {\displaystyle {\mbox{Im}}\,N} — образ оператора {\displaystyle N}.
- Если {\displaystyle Nx=\alpha x} при некотором {\displaystyle x\in H} и {\displaystyle \alpha \in \mathbb {C} }, то {\displaystyle N^{*}x={\bar {\alpha }}x}.
- Собственные подпространства, соответствующие различным собственным значениям нормального оператора, ортогональны[3].
- Теорема о перестановочности. Пусть {\displaystyle M,N,T} — линейные непрерывные операторы, причем операторы {\displaystyle M} и {\displaystyle N} нормальны. Если {\displaystyle MT=TN}, то {\displaystyle M^{*}T=TN^{*}}. В частности, если оператор {\displaystyle T} перестановочен с нормальным оператором {\displaystyle N}, то он перестановочен и с сопряжённым {\displaystyle N^{*}}.[4]
- {\displaystyle \|N\|=\sup\{|(Nx,x)|\colon x\in H,\,\|x\|\leq 1\}} [5]
- Нормальный оператор является самосопряжённым тогда и только тогда, когда его спектр лежит на вещественной оси. Нормальный оператор является унитарным тогда и только тогда, когда его спектр лежит на единичной окружности.[6]
- Подобные нормальные операторы унитарно эквивалентны, то есть если {\displaystyle M=TNT^{-1}}, где {\displaystyle M,N} — нормальные операторы, а оператор {\displaystyle T} обратим, то {\displaystyle M=UNU^{-1}}, где {\displaystyle U} — унитарный оператор.[7]
- {\displaystyle \|N^{m}\|=\|N\|^{m}}, следовательно, спектральный радиус нормального оператора совпадает с его нормой.[2]

## Спектральная теорема
| Любому нормальному оператору {\displaystyle N} соответствует семейство проекционных операторов {\displaystyle \{E(\delta )\}}, являющихся аддитивной и мультипликативной функцией прямоугольника, таким образом, что {\displaystyle N=\int \limits _{-\infty }^{\infty }\int \limits _{-\infty }^{\infty }zE(dxdy),\quad N^{*}=\int \limits _{-\infty }^{\infty }\int \limits _{-\infty }^{\infty }{\bar {z}}E(dxdy),} и вообще {\displaystyle q(N,N^{*})=\int \limits _{-\infty }^{\infty }\int \limits _{-\infty }^{\infty }q(z,{\bar {z}})E(dxdy),} где {\displaystyle q(z,{\bar {z}})} — произвольный многочлен от {\displaystyle z=x+iy} и {\displaystyle {\bar {z}}=x-iy}; при любом фиксированном прямоугольнике {\displaystyle \delta } оператор {\displaystyle E(\delta )} является пределом некоторой последовательности многочленов от операторов {\displaystyle N} и {\displaystyle N^{*}}. |

На основе спектрального разложения нормальных операторов строится функциональное исчисление для функций
{\displaystyle f(N)=\int \limits _{-\infty }^{\infty }\int \limits _{-\infty }^{\infty }f(z)E(dxdy).}

## Случай конечномерного пространства
В конечномерном унитарном пространстве в ортонормированном базисе нормальному оператору отвечает нормальная матрица. Нормальный оператор также обладает следующими свойствами.
- Линейный оператор тогда и только тогда является нормальным, когда он имеет ортонормированную систему собственных векторов.
- Для нормального оператора {\displaystyle N} каждый из операторов {\displaystyle N} и {\displaystyle N^{*}} представим в виде многочлена от другого из операторов; при этом эти два многочлена определяются заданием собственных значений оператора {\displaystyle N}.
- Если {\displaystyle S} — инвариантное подпространство относительно оператора {\displaystyle N}, то его ортогональное дополнение {\displaystyle S^{\perp }} тоже является инвариантным подпространством для {\displaystyle N}.
- Матрица {\displaystyle N} является нормальной тогда и только тогда, когда она унитарно-подобна диагональной матрице, то есть {\displaystyle N=UDU^{-1},} где {\displaystyle U} — унитарная матрица, {\displaystyle D} — диагональная матрица.[10]

## Неограниченные операторы
Понятие нормального оператора обобщается на неограниченные операторы. Линейный оператор {\displaystyle N} (не обязательно ограниченный) в гильбертовом пространстве {\displaystyle H} называется нормальным, если его область определения {\displaystyle D(N)} плотна в {\displaystyle H}, он замкнут и удовлетворяет условию {\displaystyle N^{*}N=NN^{*}}. Для нормального оператора {\displaystyle D(N^{*})=D(N)}, {\displaystyle \|Nx\|=\|N^{*}x\|} для любого {\displaystyle x\in D(N)}. Обобщаются и некоторые другие свойства нормального оператора, в том числе спектральная теорема.